# Бердник Олесь Павлович
Олександр (Олесь) Павлович Бердник  (27 листопада 1926, офіційно 25 грудня 1927, Вавилове, Снігурівський район, Херсонська округа, Українська РСР, СРСР  — 18 березня 2003, Гребені, Кагарлицький район, Київська область, Україна) — український письменник-фантаст, футуролог, публіцист, філософ, громадський діяч, глобаліст, богослов та політик. Учасник Другої світової війни періоду та театру військових дій німецько-радянської війни, політв'язень радянських таборів. Автор понад 20 романів і повістей. Твори Бердника перекладено низкою мов, зокрема англійською, німецькою, французькою, російською та угорською.
Член-засновник Української Гельсінської групи, провідник українського гуманістичного об'єднання «Українська духовна республіка».

## Життєпис

### Ранні роки
Народився 27 листопада 1926 року в с. Вавилове Снігурівського району Херсонської округи (нині Миколаївської області). Через засніжені шляхи його батько дістався сільради, що знаходилась в сусідньому селі, лише через місяць після його народження. Секретар сільради, своєю чергою, припустився одразу двох помилок — записав поточну дату, як дату народження, і написав рік, котрий лише мав наступити, що призвело до плутанини з датою народження письменника, але допомогло йому врятуватись від відряджання до Німеччини в роки німецької окупації України.
У 1932 році його родина, яка повернулася в родове село Кийлів на Київщину, опинилася в епіцентрі голоду. Його дід, Трохим Дадович відмовився їсти, «щоб дітям більше було» і помер. Так само помер від голоду інший дід, Василь Олександрович, який залишився на Херсонщині.
Малого Олеся та його сестру від голоду врятував батько Павло Трохимович, якому вдалося знайшти роботу коваля в сусідньому селі. До того ж сільський голова, ризикуючи опинитися в таборах, допомагав людям: віддав навіть зерно, призначене для посівної. Новому ковалеві він дав продуктів авансом.
Олесь Бердник чи не першим згадав про Голодомор у художній літературі незалежної України. Він оприлюднив власні спогади на початку 1990-х в автобіографічному романі «Пітьма вогнища не розпалює…». У 2020 році спогади Олеся Бердника разом зі спогадами інших свідків Великого Голоду увійшли до книги «Пам'ять роду», виданої Українським інститутом національної пам'яті.
Учасник Другої світової війни (1943–1945), був поранений, коли воював у лавах радянської армії, демобілізувався 1946 року. Закінчив екстерном 7 класів середньої школи, в 1946–1949 рр. — театральну студію при театрі ім. Франка (Київ).

### Перше ув'язнення
1949 року виступив на відкритих партійних зборах театру ім. Франка, де тоді працював (це була кампанія боротьби з космополітизмом). Був обурений тим, що актори театру обмовляли своїх недавніх друзів і колег, а також тим, що за вказівкою «згори» редагуються п'єси класиків. Прозвучала фраза «Сталін для когось, може, і геній, а для інших — дурень»; директор надіслав звістку у МДБ ще до того, як засідання завершилося. Бердника заарештували за звинуваченням у «зраді батьківщини», 1950 року засудили за ст. 54–10 КК УРСР до 10 років позбавлення волі. Він відбував покарання на Півночі СРСР та в Казахстані.
1953 року засуджений у таборі за статтею 58–14 кримінального кодексу РРФСР до 10 років позбавлення волі. Двічі намагався втекти. 1955 року помилуваний завдяки «покаянню».

### Письменницька кар'єра
Повернувшись до України, почав літературну діяльність, 1957 року став членом СПУ. Став популярним українським письменником-фантастом: до 1972 року вийшло близько 20 його фантастичних романів і повістей. Великою популярністю користувалися також його статті й лекції з футурології.

### Світогляд, філософія і творчість
Основа творчості Бердника — сприйняття людини, але не як природної істоти, а космічної. Він звертається до концепції всепланетної ноосфери, в якій матрицюються інтелектуальні й чуттєві надбання віків. На цьому смисловому фоні розгортаються події багатьох творів Олеся. В них відбувається пошук сенсу життя, яке є не кінечним, а включеним в Нескінченність Всесвіту. У Всесвіті, за Бердником, відсутній кінець будь-чому, тому не може бути й кінця людині.
Розум (дух у термінології Бердника) сформований не тілесним началом, а космічним. Структура Всесвіту як цілого і суть людського єства — тотожні. Безмір (Нескінченність) і розум — єдині у своїй основі. Людина — не просте віддзеркалення природних процесів, а живе утворення Всесвіту, якій слід активізуватися через власне волевиявлення.
Космізм творчості Бердника поєднується з українством, україноцентризмом і києвоцентризмом, ідеями «глобалізації по-українськи», світоглядним, культурним і духовним насліддям дідів-прадідів, простих християн-степовиків Подніпров'я, як і всі українці природжених філософів Безмежжя. Поставлена Бердником проблема національної гідності перехрещується з космічним призначенням людини. Він формулює свої думки з приводу вивільнення людини з одномірності світу індустріальної епохи. Письменник — за людину, а не маріонетку. Герої Олеся — сміливі, волелюбні люди. Їх об'єднує бажання перетворити світ, повний суперечностей, на світ для людей.

### Дисидентство
У квітні 1972 року в квартирі Миколи та Р. Руденків, де жив Бердник, під час обшуку співробітники КДБ вилучили роботу Івана Дзюби «Інтернаціоналізм чи русифікація?» та дві друкарські машинки. 28 квітня 1972 року Бердник оголосив голодування з вимогою повернути вилучене. Воно тривало 16 діб, він домігся зустрічі з першим секретарем ЦК КПУ Шелестом, який вибачився, але заявив, що «партійні органи не можуть втручатися в діяльність КДБ». 14 травня 1972 року йому повернули друкарські машинки, але реклама виступів була ліквідована, його твори перестали публікувати. З 1974 року Бердник домагався дозволу виїхати з СРСР.
13 серпня 1976 року вийшов наказ Головного управління охорони державних таємниць у друку при РМ СРСР № 31 з приміткою «для службового користування»: «вилучити з бібліотек загального та спеціального користування і книготорговельної мережі СРСР книги Бердника Олександра Павловича (Олеся Бердника)». Тоді ж його було виключено з СПУ. Після цього він працював декоратором-вітражистом в об'єднанні «Художник».

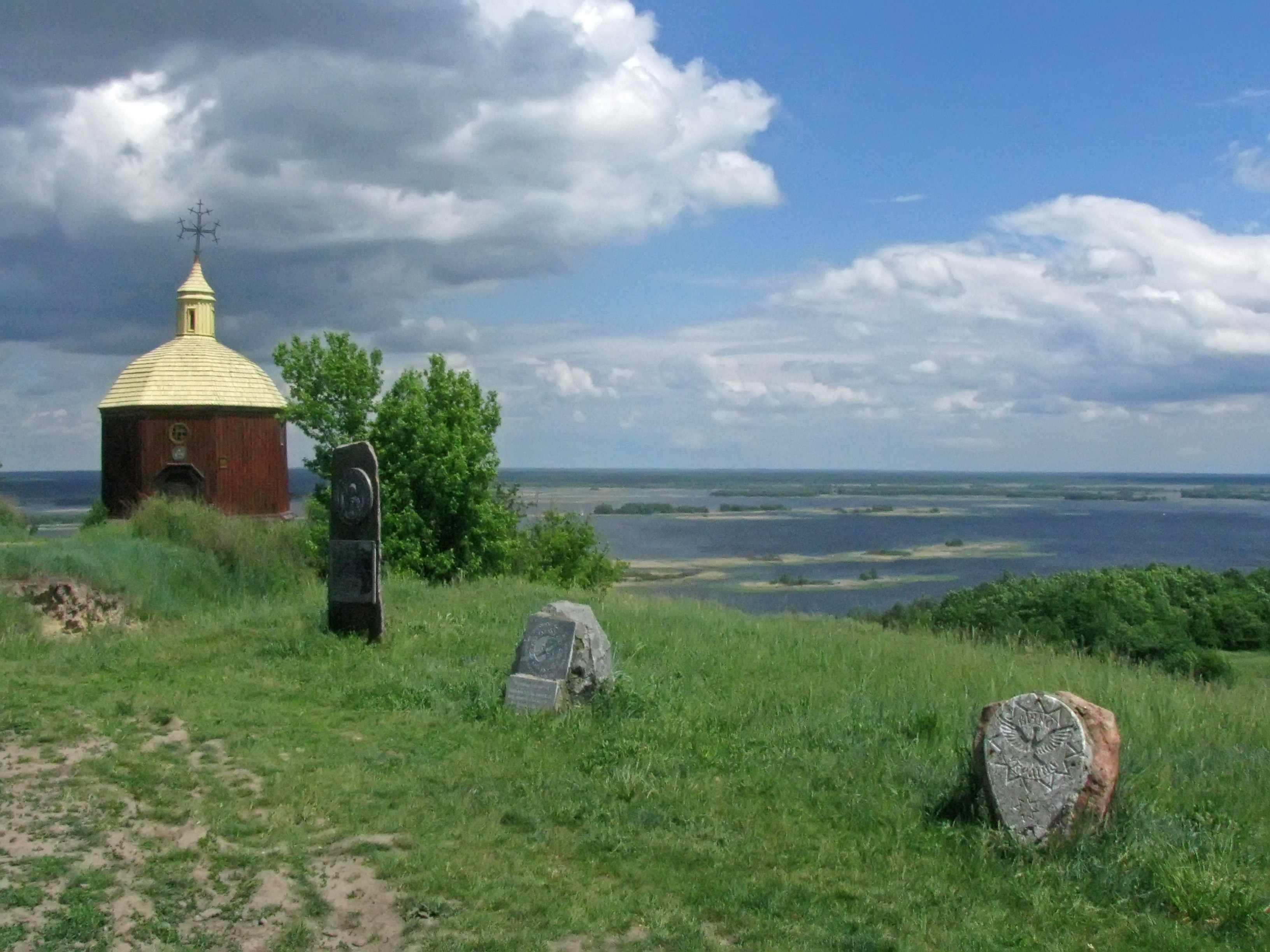
Каплиця, збудована Бердником на місці городища літописного міста Святополча в селі Витачів

Восени 1976 року Бердник вів консультації з Миколою Руденком, Оксаною Мешко, Левком Лук'яненком про створення Української Гельсінської групи, 9 вересня 1976 року став її членом-засновником, підписавши Меморандум № 1 «Вплив Європейської Наради на розвиток правосвідомості в Україні», де було обґрунтовано появу правозахисного руху і наведено список українських в'язнів сумління.
У період з кінця 1976 року до арешту 06 березня 1979 року брав участь у складанні й підписанні десятків листів і Меморандумів на захист заарештованих і засуджених борців за права людини. У Бердника неодноразово проводили обшуки й вилучали книги, вірші, рукописи, друкарську машинку. У кінці серпня члени УГГ і МГГ, в тому числі Бердник, оприлюднили Документ № 2 «Главам урядів держав — учасниць НБСЄ. Нові репресії і новий етап правозахисного руху в СРСР» з вимогою звільнити всіх заарештованих членів Гельсінських груп.
Маловідомим й досі залишається його «Меморандум ініціативної ради альтернативної еволюції» [Архівовано 20 жовтня 2010 у Wayback Machine.], від 7 грудня 1976 року, адресований «Об'єднаним націям, Комітетові по захисту оточуючого середовища (УНЕП), усім людям доброї волі».
14 жовтня 1977 року члени УГГ, які ще залишалися на волі, спрямували до Ради міністрів УРСР «клопотання» про офіційну реєстрацію Групи з наданням їй права юридичної особи.
9 листопада 1977 року Бердник написав від імені Групи «Маніфест Українського Правозахисного Руху».
9 травня 1978 року Бердник написав відкритого листа до Комітету ООН у справах захисту прав і свобод людини, «Міжнародній амністії», Брежнєву і оголосив голодування, вимагаючи звільнення інваліда війни М. Руденка.

### Друге ув'язнення
6 березня 1979 року Бердника було заарештовано за звинуваченням у проведенні «антирадянської агітації й пропаганди». З моменту арешту Бердник розпочав голодування. Рідні дізналися про арешт Бердника лише через два тижні.
Йому інкримінувалося написання й поширення статей «Свята Україна», «Альтернативна еволюція», «Свято Матері й Дитини», поеми «Закляття» (до 325-річчя «приєднання» України до Росії), участь в «антирадянській організації» (УГГ) тощо. Під час слідства Бердник визнав «помилки».
17–21 грудня 1979 року Київський обласний суд на виїзному засіданні в Кагарлику засудив Бердника за ст. 62 ч. 2 КК УРСР і ст. 70 ч. 2 КК РРФСР до 6 років позбавлення волі в таборах суворого режиму та трьох років заслання. Визнаний «особливо небезпечним рецидивістом».
З 16 травня 1980 року утримувався в таборі суворого режиму ВС–389/36, сел. Кучино Чусовського району Пермської області.
З 7 вересня 1981 року до 13 січня 1982 року перебував у СІЗО КДБ в Києві на «профілактиці». У лютому відмовився виступити свідком у справі Михайла Гориня. 7 вересня 1982 року переведений у зону суворого режиму ВС389/35 (ст. Всехсвятська).
Улітку 1983 року знову перебував на «перевихованні». Помилуваний на підставі Указу ПВР УРСР від 14 березня 1984 року.

### Друге «покаяння»
17 травня 1984 року в газеті «Літературна Україна» з'явилася «покаянна» стаття Бердника під назвою «Вертаючись додому», де сказано, що «Гельсінкський рух є творінням ЦРУ», а Руденко і Лук'яненко, «якби в них була справжня мужність, давно зійшли б зі шляху антипатріотизму і добровільної самоізоляції».

### Громадська діяльність
1987 року Бердник заснував громадську організацію «Ноосферний фронт „Зоряний ключ“», мета якої — «збереження духовних цінностей народів і племен, набутих у віках тяжкої космоісторії, які безповоротно втрачаються і девальвуються в круговерті псевдоцивілізації».
16 грудня 1989 року обраний провідником гуманістичного об'єднання «Українська духовна республіка», видає газети «Свята Україна», «Згода».
Восени 1991 року був висунутий (але не зареєстрований) кандидатом у Президенти України.
Після звільнення вийшло близько 15 книг Бердника.
18 березня 2003 року Олесь Бердник пішов з життя. Похований у с. Гребені Київської області, на території своєї дачі.

## Особисте життя
Батько письменника Павло Трохимович Бердник був сільським ковалем, так само як його батько й дід, мати Марія Василівна — проста селянка. У Бердника була старша сестра Ольга.
Олесь був двічі одружений. Перша дружина — Людмила Федосіївна Бердник. Донька від першого шлюбу Мирослава Бердник (1958 р. н.), журналістка і проросійська пропагандистка.
З наступною дружиною його познайомила Людмила Бердник 19 лютого 1972 року. Другою дружиною була Валентина Сергіївна Бердник (до шлюбу Сокоринська, 1949 р. н.), відома надалі як майстриня ляльок-мотанок. Від другого шлюбу мав двох дітей: доньку Громовицю (1973 р. н.), та сина Радана (Романа; 1985 р. н.). Громовиця — журналістка й письменниця, Радан — економіст, менеджер зовнішньоекономічних відносин.

## Державні нагороди
- Орден «За мужність» I ст. (8 листопада 2006)[11] — за громадянську мужність, самовідданість у боротьбі за утвердження ідеалів свободи і демократії та з нагоди 30-ї річниці створення Української Громадської Групи сприяння виконанню Гельсінкських угод (посмертно).

## Вшанування пам'яті
- Пам'ятник на території осередку зеленого туризму «Звенигород» (с. Балико-Щучинка).[12]
- Ім'я Олеся Бердника носять вулиці у містах Бориспіль, Київ[13], Миколаїв[14].

## Бібліографія

Обкладинка друкованого видання роману.

### Романи
- 1958 — Шляхи титанів
- 1960 — Стріла часу
- 1961 — Хто ти?
- 1963 — Діти безмежжя
- 1968 — Чаша Амріти
- 1971 — Зоряний корсар[15].
- 1972 — Лабіринт Мінотавра
- 1987 — Вогнесміх
- 1993 — Пітьма вогнища не розпалює…
- 1996 — Камертон Дажбога

### Повісті
- 1957 — Поза часом і простором
- 1957 — Законсервована планета
- 1957 — Людина без серця (у співавторстві з Ю. Бедзиком)
- 1958 — За чарівною квіткою
- 1959 — Привид іде по Землі
- 1960 — Сини Світовида
- 1961 — Серце Всесвіту
- 1962 — Катастрофа
- 1962 — Подорож в антисвіт
- 1964 — Радістю перейдемо безодні
- 1967 — Вогняний вершник
- 1967 — Мати
- 1967 — Розбиваю громи
- 1968 — Дике поле
- 1968 — Покривало Ізіди
- 1969 — Хто зважиться — вогняним наречеться
- 1975 — Золоті ворота
- 1990 — На вогні святому спалимо розлуку

### Оповідання
- 1957 — Поєдинок на астероїді
- 1957 — Психологічний двійник
- 1959 — 10 хвилин у майбутньому
- 1960 — Марсіанські «зайці»
- 1963 — Зустрічі над прірвою
- 1964 — Подвиг у просторі
- 1965 — Кохана з майбутнього
- 1965 — Остання битва
- 1965 — Потоплені роки
- 1965 — Хор елементів
- 1967 — Дві безодні
- 1970 — Космічна казка
- 1975 — Сузір'я Зелених Риб

### Збірки, різне
- Подвиг Вайвасвати (збірник), К.,:Молодь, 1967
- Суддя і любов [Міжзоряна нянька (1961), Страшний суд (1965), Бунт космократорів (1968)]
- Блакитний коваль. Смолоскип.
- Альтернативная эволюция. Самвидав.
- Україна січі вогняної. Смолоскип.
- Свята Україна. Смолоскип, 1980.
- Вертаючись додому. // Літературна Україна.— 1984.— 17 травня.
- Падіння Люцифера, журнал «Всесвіт», № 12/1987
- Вогняний Вершник, 1989. Київ, «Молодь», 368 с., /в книзі 2 твори: повість-феєрія «Вогняний вершник» (стор. 3-54) та роман-феєрія «Зоряний корсар» (стор. 55-366)/, чорно-білі ілюстрації, тираж 65 000 екз., м'яка паліт., видано в серії «Компас» (ППФ,— пригоди, подорожі, фантастика). ISBN 5-7720-0241-4.
- Серце Матіоли: Казки та легенди (збірка).

#### Зібрання творів
Всесвіт Олеся Бердника у 8 томах. Найбільш повне зібрання творів знаменитого українського фантаста та філософа. — К., Тріада-А, Афон, Схід-Захід, Смолоскип, 2004-2010
- 1. Серце Всесвіту
  - Зміст:
  - Олесь Бердник. Поза часом і простором (повість), с. 5-51
  - Олесь Бердник, Юрій Бедзик. Людина без серця (повість), с. 53-264
  - Олесь Бердник. Стріла часу (роман), с. 265-512
  - Олесь Бердник. Серце Всесвіту (повість), с. 513-584
  - Олесь Бердник. Катастрофа (повість), с. 585-688
  - Олесь Бердник. Подорож у Антисвіт (повість), с. .689-725
- 2. Зоряний корсар
  - Зміст:
  - Геннадій Прашкевич. Людина зі Світонії (Передмова, переклад з російської Громовиці Бердник), с. 5-8
  - Олесь Бердник. Зоряний Корсар (роман), с. 9-368
  - Олесь Бердник. Камертон Дажбога (роман), с. 369-570
- 3. Діти Безмежжя
  - Зміст:
  - Олесь Бердник. Шляхи титанів (роман), с. 5-166
  - Олесь Бердник. Привид йде по землі (повість), с. 167-283
  - Олесь Бердник. Марсіанські зайці (оповідання), с. 285-318
  - Олесь Бердник. Діти Безмежжя (роман), с. 319-639
  - Олесь Бердник. Хор елементів (оповідання), с. 641-651
  - Олесь Бердник. Дві безодні (оповідання), с. 653-662
  - Олесь Бердник. Сузір'я Зелених Риб (оповідання), с. 663-674
- 4. Чаша Амріти
  - Зміст:
  - Олесь Бердник. Вогняний вершник (повість), с. 5-60
  - Олесь Бердник. Чаша Амріти (роман), с. 61-270
  - Олесь Бердник. Остання ніч (поема), с. 271-286
  - Олесь Бердник. Тартар (поема), с. 287-310
  - Олесь Бердник. Темрява вогнища не розпалює… (роман), с. 311-620
- 5. Вогнесміх
  - Зміст:
  - Олесь Бердник. Вогнесміх (роман), с. 5-538
  - Олександр Кіхно. Творчість Олеся Бердника у європейському культурному контексті.(стаття), с. 539-554
- 6. Покривало Ізіди
  - Зміст:
  - Олесь Бердник. Сіні Світовіда (повість), с. 5-112
  - Олесь Бердник. Подвиг Вайвасвати (роман), с. 113-270
  - Олесь Бердник. Дике поле (повість), с. 271-350
  - Олесь Бердник. Покривало Ізіди (повість), с. 351-491
  - Олесь Бердник. Окоцвіт (Хто наважиться – вогняним наречеться) (повість), с. 493-615
  - Олесь Бердник. Лабіринт Мінотавра (роман), с. 617-749
  - Олесь Бердник. Жива вода (На вогні святому спалимо розлуку) (повість), с. 751-870
  - Олесь Бердник. Серце Матіолі: Сказки та легенди (збірка), с. 871-893
  - Легенда про Пальму (казка), с. 873-875
  - Верба та Водяний цар (казка), с. 875-876
  - Кактус та Пурпуровий Птах (казка), с. 876-878
  - Казка про Тернову стіну (казка), с. 878-879
  - Квітка Папороті (казка), с. 879-881
  - Легенда про Ялину (казка), с. 881-883
  - Полін – Боже дерево (казка), с. 884
  - Вишня – вічна названа (казка), с. 885-887
  - Казка про Ромашку (казка), с. 887-888
  - Корінь Явора (казка), с. 888-889
  - Хто такий Соняшник? (Казка), с. 889-890
  - Сказання про Калину (казка), с. 890-892
  - Серце Матіолі (казка), с. 892-893
- 7. Альтернативна Еволюція
  - Зміст:
  - Олесь Бердник. Заповіт людям Землі (есе), с. 5-8
  - Олесь Бердник. Альтернативна еволюція (есе), с. 9-56
  - Олесь Бердник. Словник Ра. (Воскресіння Слова) (есе), с. 57-113
  - Олесь Бердник. Падіння Люцифера: Роздуми письменника-фантаста про космоісторію Сонячної системи (есе), 115-133
  - Олесь Бердник. Час звести Синій Храм!.. (есе), с.135-155
  - Олесь Бердник. Школа Астросталкерів «Астероїд Свободи» (твір (інше)), с. 157-265
  - Олесь Бердник. Це вогняне слово – свобода. (Роздуми письменника-фантаста про вчення дона Хуана) (стаття), с. 267-273
  - Олесь Бердник. Таємниця Христа (есе), с. 275-411
  - Олесь Бердник. Пісня Надземна: Бесіді з Вчителем Серця (есе), с. 413-574
- 8. Золоті Ворота
  - Зміст:
  - Громовиця Бердник. Зорі та терни Олеся Бердника: [Передмова] (стаття), с. 5-9
  - Свята Україна: Єсеї
    - Світонія – держава свободи (есе), с. 13-23
    - Свята Україна: Дума про Рідну Матір (есе), с. 24-42
    - Хартія Української Духовної Республіки (твір (інше)), с. 43-52
    - Україна Січі Вогняної (есе),с. 53-55

  - Листи та послання
    - Письменникам усього світу відкрите дружнє послання (твір (інше)), с. 59-61
    - Відкритий лист Леоніду Іллічу Брежнєву (твір (інше)), с. 62-65
    - Меморандум Ініціативної Ради Альтернативної Еволюції (твір (інше)), с. 66-70
    - Маніфест дітей світу (твір (інше)), с. 71-76
    - До Матерів усього світу: Дружнє послання (твор (інше)), с. 77-78
    - Терновий вінець України: Росії минулій, сучасній, майбутній — відкрите послання (твор (інше)), с. 79-85
    - Українська Духовна Республіка: Матеріали
    - Народам та племенам Землі: Дружнє послання Першого Всесвітнього Собору Святої України (твор (інше)), с. 89-97
    - Хортицька Хартія: Заповіт Української Духовної Республіки (твор (інше)), с. 98-108
    - Пасха: Програма національного відродження (твір (інше)), с. 109-114

  - Статті та інтерв'ю
    - Де ви, кобзарі?.. (стаття), с. 117-132
    - Частка України (стаття), с. 133-142
    - «Вічна Любов – щохвилинна реальність Буття...» (твір (інше)), с. 143-153
    - «Всі ми діти світла...»: Діалог Олеся Бердника з Річардом Бахом (твор (інше)), с. 154-159
    - Небесна держава на Землі?: Несподівана розмова про Українську Духовну Республіку з її Провідником Олесем Бердником (твор (інше)), с. 160-165
    - Світ перед закипанням?! Спроба аналітичного пророцтва (есе), с. 166-180

  - Золоті ворота:Вірші та поеми
    - Синій коваль (1952-1974)
    - «Багато, багато на світі доріг…» (вірш), с.183
    - Пісня шукачів таємниці (вірш), с. 184-185
    - Якщо хочеш – прийди! (вірш), с. 186
    - «Аеліто, Аеліто!...» (вірш), с. 187
    - Синій коваль (вірш), с. 188
    - Пісня зоряного корсара (вірш), с. 189
    - «Закон вогню, закон кохання...» (вірш), с. 190
    - «Хто ти, Любов? Що ти Любов?..» (вірш), с. 191-192
    - «Зорі, зорі – далекі зорі...» (вірш), с. 193-194
    - Зоряний герць (вірш), с. 195
    - Виглядай між зір (вірш), с. 196
    - «Гей, гей, гей!..» (вірш), с. 197
    - Ковила (вірш), с. 198
    - «Коли згасають зорі...» (вірш), с. 199
    - Вогняна фантазія: Діалог (вірш), с. 200-201
    - «Так далеко, далеко...» (вірш), з. 202
    - «Заіскритися зірниця...» (вірш), с. 203
    - «По всесвітньому базару...» (вірш), с. 204-205
    - Всеохоплення миті (вірш), с. 206
    - Народи мені, дівчино, сина… (вірш), с. 207
    - Сюїта кохання (вірш), с. 208
    - «Снилось мені... Я стояв на майдані...» (вірш), с. 209
    - Золоті Ворота (1972-1979)
    - Золоті Ворота (вірш), с. 210-211
    - Україна моя (вірш), с. 212
    - Пророча пісня. (вірш), с. 213
    - Небесна Січ (вірш), с. 214-215
    - «Хтось сказав мені: - Смішний диваче...» (вірш), с. 216-217
    - Блакитна Україна (поема), с. 218-221
    - Ой ходив я в полі (вірш), с. 222
    - Легенда про Січ. Балада (вірш), с. 223-224
    - 17 червня 1775 року (вірш), с. 225
    - Балада про кобзу (вірш), с. 226-227
    - Зорі – крізь грати (1979-1983)
    - Заповіт (вірш), с. 228-229
    - «Ой маю, маю...» (вірш), с. 230
    - Ластівка (вірш), с. 231
    - Дзеркало (вірш), с. 232
    - Вічній дружині (вірш), с. 233
    - Гроза з тюремного вікна (вірш), с. 234
    - Наперекір (вірш), с. 235
    - Матері (вірш), с. 236
    - «З суєтного терзання увійди в тисячоліття...» (вірш), с. 237
    - Сестрі (вірш), с. 238
    - Тюремний побратим (вірш), с. 239
    - Цвітуть каштани (вірш), с. 240
    - «Що сильніш – мале, а чи велике?..» (вірш), с. 241
    - «Десь на кручі – далеко, далеко...» (вірш), с. 242
    - Підсумок (вірш), с. 243
    - Звідки?.. (вірш), с. 244-245
    - Колесо Еклезіаста (вірш), с. 246
    - Самотня пісня (вірш), с. 247
    - «У зачаровану дорогу...» (вірш), с. 248
    - «Долеченько, де ти? Вірша озвись...» (вірш), с. 249
    - Людина-Всесвіт (вірш), с. 250
    - Чорні діри космосу (вірш), с. 251
    - «Відкриваю вічі на світанні...» (вірш), с. 252-253
    - Вічна таємниця: Цикл
      - Пісня Небесних Лебедів (вірш), с. 254
      - Пісня для небесного коваля (вірш), с. 255
      - Народи мене, Матінко Божа (вірш), с. 256
      - Політ без повернення (вірш), с. 257
      - Душі крило (вірш), с. 258
      - «Дай мені, Нене, Мову...» (вірш), с. 259
      - Пісня Будді (вірш), с. 260

    - Ти не плач сиротою (вірш), с. 261
    - Переступити межу... (вірш), с. 262
    - Відлітають в ірій журавлі (вірш), с. 263
    - «Розлітаються миті, мов листя осіннє...» (вірш), с. 264
    - «Диво-сні, не сковані законом...» (вірш), с. 265
    - «Правічна радість, священне трепет...» (вірш), с. 266
    - Вірші для доні (1974-1984)
    - Коліскова (вірш), с. 267
    - Снігова баба (вірш), с. 268-269
    - Пісня (вірш), с. 270
    - «Між горами хатинка» (вірш), с. 271
    - Доня біля вікні (вірш), с. 272-273
    - «Візьму Доню у долоні...» (вірш), с. 274
    - Мама і доня (вірш), с. 275
    - «У думах броджу навколо...» (вірш), с. 276
    - «Диво сиві йде по ниві...» (вірш), с. 277
    - Сон (вірш), с. 278
    - Метелик (вірш), с. 279
    - Щедрівка (вірш), с. 280
    - Хмаринка (вірш), с. 281
    - «Небо, як нива...» (вірш), с. 282
    - Зоряний ключ (1984-1989)
    - Пісня золотого човняра (вірш), с. 283
    - Пісня місячної ночі (вірш), с. 284
    - «Для сліпців є пітьма...» (вірш), с. 285
    - Розмова з тишею (вірш), с. 286
    - Пісня вічного вогню (вірш), с. 287
    - Батьківське напуття (вірш), с. 288
    - Пісня несподіваного друга (вірш), с. 289
    - Вогонь розсудити все (вірш), с. 290
    - Маки (вірш), с. 291
    - Лише тоді… (вірш), с. 292
    - Пісня зоряного Дивокола (вірш), с. 293
    - Вічний діалог (вірш), с. 294
    - Вічна мить (вірш), с. 295
    - «І день, і ніч...» (вірш), с. 296
    - «З полонин земної матері...» (вірш), с. 297
    - Зоряний Ключ (вірш), с. 298
    - Пісня Бояна (вірш), с. 299
    - Говерла (вірш), с. 300-309
    - Тарасове закляття: Шевченкова містерія в його смертну ніч (вірш), с. 310-332
    - За Ра (поема), с. 33-347
    - Зачаровані коні: (поема), с. 348-359

  - Виміри Олеся Бердника. Статті
    - Олександр Хоменко. Провісник зоряного вирію, с. 365-37
    - Тетяна Метельова. Українська ідея Олеся Бердника: всесвітній вимір, с. 379-386

  - Фотоматеріали, с. 389-406
  - Олесь Бердник. Бібліографія / Упорядник Юрій Шевела, с. 407-411